# Каменна (Опольське воєводство)
Каменна (пол. Kamienna) — село в Польщі, у гміні Намислув Намисловського повіту Опольського воєводства.
Населення — 460 осіб (2011).

## Демографія
Демографічна структура станом на 31 березня 2011 року:
|          | Загалом | Допрацездатний вік | Працездатний вік | Постпрацездатний вік |
| -------- | ------- | ------------------ | ---------------- | -------------------- |
| Чоловіки | 222     | 52                 | 148              | 22                   |
| Жінки    | 238     | 55                 | 129              | 54                   |
| Разом    | 460     | 107                | 277              | 76                   |